# DT Swiss
DT Swiss (Drahtwerke tréfilerie swiss) est une entreprise spécialisée dans la fabrication de composants pour bicyclettes, et en particulier de roues. Elle se trouve à Bienne, en Suisse.

## Historique
DT Swiss est créée en 1994 par Marco Zingg, Maurizio d'Alberto et Franck Böckman, anciens cadres des Tréfileries réunies, en rachetant le département rayon de United Wireworks. L'histoire de l'entreprise remonte à 1634 avec la fondation d'une activité de tréfilerie, fabrication de fil d'acier, par un physicien suisse. Au début du XXe siècle, l'entreprise produit les premiers éléments pour le vélo. En 1934, ceux-ci comportent des garde-boues, des rayons et des jantes.
Au départ limitée à la Suisse, l'activité s'étend en 1996 aux États-Unis, à Grand Junction, puis en 2005 à Taïwan et en 2007 en Pologne.

## Entreprise
En 2005, l’entreprise a réalisé un chiffre d’affaires (non officiel) de 53 millions de francs suisses. En 2013, elle occupe 180 collaborateurs en Suisse, dont 25 pour la R&D, et 400 dans le monde, pour un chiffre d'affaires de 100 millions CHF (2012).
DT Swiss dispose de trois usines aux États-Unis, en Pologne et à Taïwan. Elle dispose en tout de 6 filiales avec la France et l'Allemagne,.
Les clients de DT Swiss sont avant tout les marques de bicyclettes, particulièrement Trek, Specialized, Giant, Merida, Scott. L'activité est tournée à 70 % vers le VTT et 30 % pour la route.
En 2003, l’entreprise a reçu le Prix de l’entrepreneur de l’Espace Mittelland, attribué par les cantons de Berne, Fribourg, Jura, Neuchâtel et Soleure.

## Produits
L’entreprise produit des rayons, des roues, des moyeux, ainsi que tous les composants de roues pour cycles, motos et appareils médicaux de rééducation. 
DT swiss produit également des fourches suspendues et des amortisseurs pour VTT, une activité démarrée en 2001 après le rachat des brevets et du savoir-faire à Pace, une marque anglaise.
Le produit phare de DT Swiss est avant tout le Rayon, et est l'activité principale en volume. Ce sont toutefois les roues qui ont la partie la plus importante en ce qui concerne le chiffre d'affaires. La partie fourche et amortisseur est plus modeste.